# 徐承恩 (浙江省出身の石油化学工業技術者)
徐 承恩（じょ しょうおん、1927年1月21日 - 2023年12月3日）は、中華人民共和国の石油化学工業技術者である。

## 人物
中華民国時代の浙江省諸曁市出身。浙江大学化学工学科にて学位取得。卒業後、錦州合成プラント（錦州石油化学公司）に参加。
中華人民共和国の石油化学精製プラント開発に永く携わり、1953年に北京石油設計局に配属されてから中華人民共和国国内の石油プラント設計に関与する。
1959年の大慶油田発見後に接触分解、接触改質などの研究に携わり、特に尿素脱蝋装置の開発は中国人民解放軍の低流動点ディーゼル製造の課題解決に大いに寄与したと言われる。
1980年以後は中華人民共和国石油工業部の命によりガソリンアップグレード研究チームリーダーを務める。
1994年には中華人民共和国の最高研究機関たる中国工程院の院士に選出される。
2017年には第3回「感動石化」人物に選出された。
2023年12月3日に北京で死去。享年96。